# Ignacio Munyo
Ignacio Munyo (Montevideo, 23 de enero de 1980) es un economista, docente, columnista y conferencista uruguayo. Desde junio de 2020 es Director Ejecutivo del Centro de Estudios de la Realidad Económica y Social (CERES).

## Biografía
Ignacio Munyo nació en Montevideo, el 23 de enero de 1980. Cursó estudios en la Universidad de la República Oriental del Uruguay, donde se graduó como Licenciado en Economía (2003). Posteriormente fue becado por la Universidad de Chicago (Estados Unidos) y la Universidad de San Andrés (Argentina) donde obtuvo los títulos de Máster en 2007 y Doctor en Economía en 2012. Cursó el Programa de Alta Dirección en el IEEM, Escuela de Negocios de la Universidad de Montevideo. También se graduó en Formación Ejecutiva en Harvard Business School (GloColl).
Está casado con la licenciada y profesora de tenis Valentina de Yeregui de Escarza (entre cuyos alumnos destacados se encuentran Malia y Sasha Obama, hijas del ex - presidente de los Estados Unidos).

## Carrera profesional
Desde junio de 2020 es Director Ejecutivo del Centro de Estudios de la Realidad Económica y Social (CERES), el segundo think tank en investigaciones multidisciplinarias de América Latina según el ranking anual de la Universidad de Pensilvania. Desde 2002 ha ocupado diferentes posiciones en CERES. Ocupó el cargo de Economista Senior durante 4 años (2009-2013) en donde coordinó el equipo de economistas encargados del seguimiento de la situación económica de América Latina.
Es Profesor Catedrático de Economía en el IEEM, Escuela de Negocios de la Universidad de Montevideo, y profesor visitante en universidades internacionales desde 2003. Es Académico de Número de la Academia Nacional de Economía, e integrante del Sistema Nacional de Investigadores.

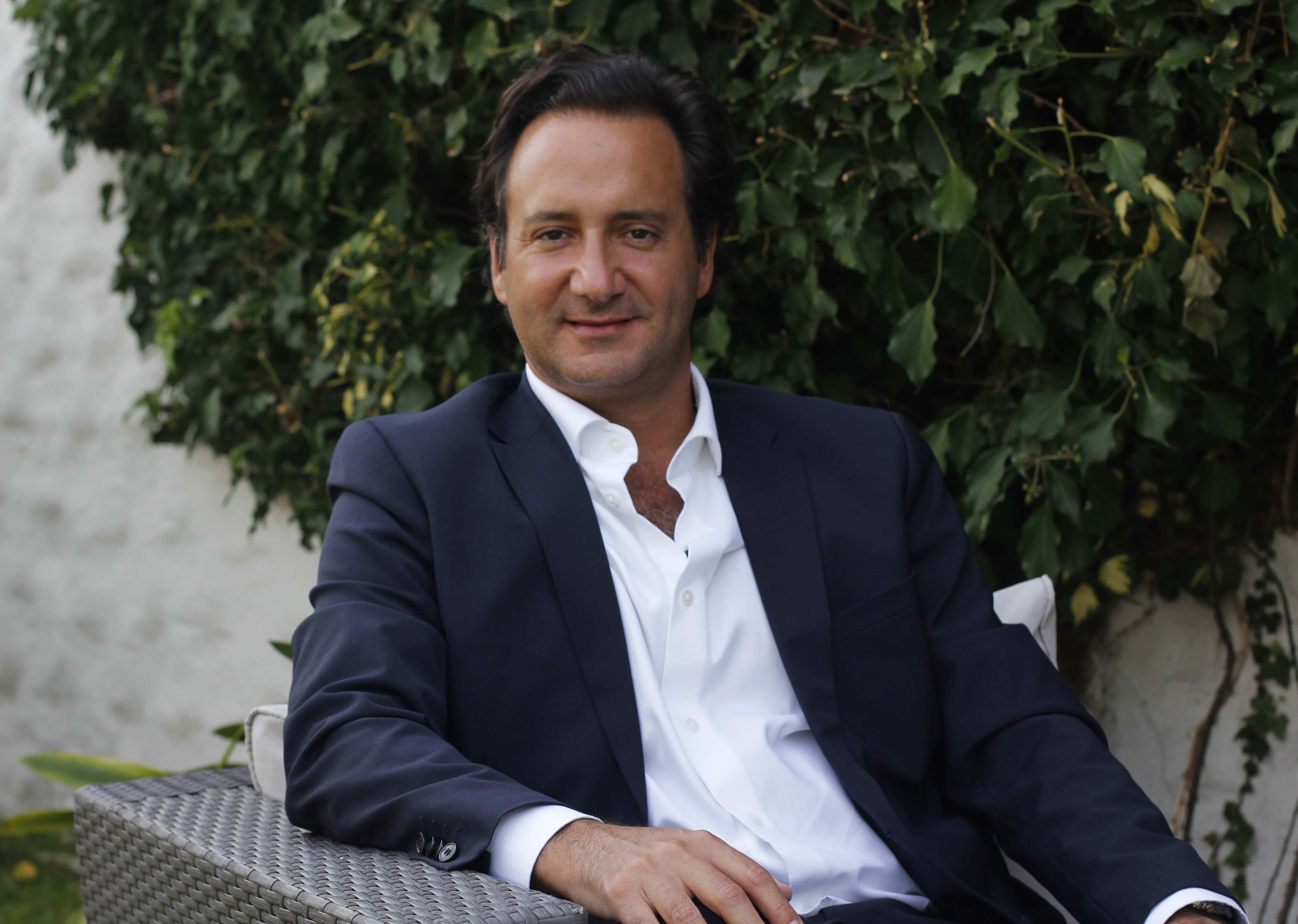
Munyo en 2021.

Fue Consultor de Negocios en Guyer y Regules–Grant Thornton, de empresas y organismos internacionales como el Banco Mundial (BM), el Banco Interamericano de Desarrollo (BID), Brookings Institution y la Organización de Estados Americanos (OEA).

### Ámbito periodístico y publicaciones
Desde 2015 es columnista regular del diario El País (Uruguay). Desde 2016 es miembro del directorio de la Bolsa de Valores de Montevideo. Desde 2018 es miembro del directorio y tesorero de la Sociedad de Economistas del Uruguay.

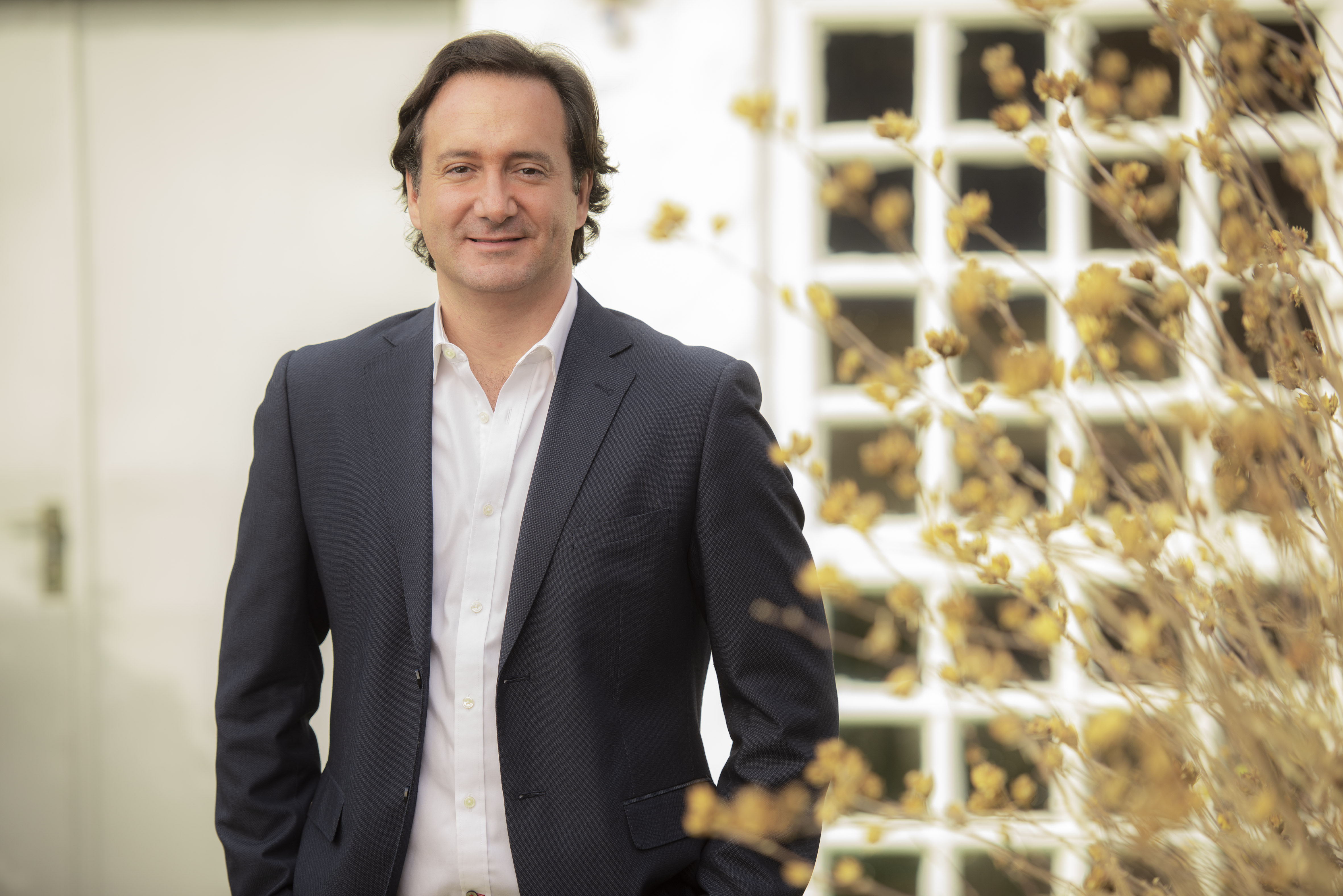
Ignacio Munyo en el edificio de CERES (2022).

Ha publicado varios artículos, enfocados en asuntos sociales del Uruguay, en revistas científicas internacionales como Review of Economic Dynamics (Estados Unidos), Journal of Public Economics (Reino Unido), Journal of Economic Behavior and Organization (Holanda), Kyklos International Review for Social Sciences (Suiza), Management Research (España), The Innovation Journal (Canadá), Journal of the Knowledge Economy (Alemania) y Scandinavian Journal of Economics (Suecia), entre otros.
Es autor del libro La Revolución de los Humanos/El futuro del Trabajo, en donde analiza el desarrollo del mercado laboral en el siglo XXI y del libro La Construcción De La Esperanza, donde reflexiona sobre los desafíos de Uruguay en el mundo y brinda líneas de análisis sobre los principales asuntos estratégicos del desarrollo del país.
Obtuvo el Premio Nacional de Economía Raúl Trajtenberg 2014 otorgado por la Universidad de la República y el Premio Academia Nacional de Economía en 2007.